# La Roche-l'Abeille
La Roche-l'Abeille (tiếng Occitan: La Ròcha l'Abelha) là một xã của tỉnh Haute-Vienne, thuộc vùng Nouvelle-Aquitaine, miền trung nước Pháp.